# لئونیداس (پزشک)
لئونیداس (به یونانی: Λεωνίδας) یکی از پزشکان یونان باستان و از اهالی اسکندریه بود که بر طبق نوشته‌های کائلیوس اورلیانوس (پزشک رومی)، احتمالاً در سده‌های دوم و سوم می‌زیسته است. از نوشته‌های او که به‌نظر می‌رسد بیشتر در زمینهٔ جراحی بوده چیزی باقی نمانده است و تنها بخش‌هایی توسط آئتیوس و پل آئژینایی (پزشکان بیزانسی) حفظ شده است.